# THE IDOLM@STER.KR MUSIC
『THE IDOLM@STER.KR MUSIC』（アイドルマスター ケイアールミュージック）は、2017年4月7日からリリースされているサウンドトラックCDシリーズ。CDジャケットではEpisodeのdを♪に置き換え「Episo♪e」と表記されている。

## 概要
「アイドルマスター.KR」のオリジナルサウンドトラックCDシリーズ。作中で使用した曲を収録。発売元はインタラクティブメディアミックス。
新曲は太字、カバー曲は斜体で表記する。

## Episode 1
2017年4月7日発売。ドラマの主題歌「Dream」とアイドルマスターの主題歌曲「THE IDOLM@STER 韓国語Ver.」他2曲を収録。Type-AとType-Bが発売され、Type-Aは16Pのブックレット付き。Type-Bは加えてメイキング、PVなどの入ったDVD付き。
収録曲
1. Dream
歌：Real Girls Project[メンバー 1]
作詞・作曲・編曲：仮面ライダー
2. THE IDOLM@STER (韓国語 ver.)
歌：B-Side[メンバー 2]
作詞：Jam Factory,中村恵、作曲：佐々木宏人
3. ACACIA
歌：RedQueen[メンバー 3]
作詞・作曲・編曲：仮面ライダー
4. One for All
歌：Real Girls Project[メンバー 1]
作詞・作曲・編曲：仮面ライダー

特典DVD
1. ジャケット撮影メイキング映像
2. THE IDOLM@STER(韓国語ver.)PV メイキング映像
3. THE IDOLM@STER(韓国語ver.)PV
4. ACACIA PV

## Episode 2
2017年7月25日発売。挿入歌「Memories」他3曲を収録。
収録曲
1. Lost in the Summer
歌：ジェイン＆ジョンジュ(Real Girls Project)
作詞・作曲・編曲：Albi Albertsson
2. Memories
歌：スジ＆ジウォン(Real Girls Project)
作詞・作曲・編曲：仮面ライダー
3. Super Girl Magic
歌：RedQueen[メンバー 4]
作詞：Pinch Hitter、作曲：Steven Lee,Andreas Oberg,Maria Marcus
4. ATTENTION
歌：RedQueen
作詞：ユンギョン,ソングカラット（Jam Factory）、作曲：Steven Lee,RIKE BOOMGAARDEN

## Episode 3
2017年8月16日発売。ドラマ7話から12話までのED曲で、アイドルマスターの10th記念曲「アイ MUST GO!」の韓国語バージョンと、「Wanna be your Star」を収録。このCDとEpisode4は同時発売され2ndライブ直前という事もあり、来日したメンバーによりリリースイベントが実施された。

「アイ MUST GO!」はCDでは全て韓国語となっているが、ライブイベントでは後半サビ部分をオリジナルの日本語版歌詞で歌う事がある。
収録曲
1. アイ MUST GO!
歌：Real Girls Project[メンバー 1]
作詞：mft,Jam Factory 作曲：BNSI(中川浩二),小林啓樹、編曲：小林啓樹
2. Wanna be your Star
歌：ジェイン＆ハソ＆イェウン(Real Girls Project)
作詞：OBROS、ハソ 作曲・編曲：Master Key,OBROS

## Episode 4
2017年8月16日発売。ドラマの2つ目のミッション課題曲。ルーキー組の「Growl」、デビュー組の「2nd Confession」を収録。
収録曲
1. Growl
歌：Real Girls Project（スジ、ジスル、ミント、ハソ、イェウン）
作詞：ソジウン、作曲：Jordan Kyle,John Major,Jarah Lafayette Gibson,Shinhyuk,DK
オリジナルアーティスト：EXO
2. 2nd Confession
歌：Real Girls Project（ヨンジュ、ソリ、ユキカ、ジェイン、テリ）
作詞：ソジェオ,ソヨンベ,イミンヒョク,ジョンイルフン、作曲：ソジェオ,ソヨンベ、編曲：仮面ライダー
オリジナルアーティスト：BTOB

## Episode 5
2017年10月29日発売。ドラマ13話から18話のED曲で、アイドルマスター2収録曲「The world is all one !!」の韓国語バージョン、19話から24話のED曲「NOT END…BUT AND !!」他1曲を収録。メンバーの生写真1枚が封入されており、うち100枚はメンバーの直筆サイン入りとなっている。CD発売に先立ち、ファンアートコンテストが開催され、優秀賞となった作品がCDジャケットイラストに採用された。
収録曲
1. NOT END…BUT AND !!
歌：Real Girls Project[メンバー 1]
作詞・作曲・編曲：仮面ライダー
2. Let's Get Started
歌：Real Girls Project[メンバー 1]
作詞・作曲・編曲：仮面ライダー
3. The world is all one !!
歌：Real Girls Project[メンバー 1]
作詞：Jam Factory,RIONA、作曲：田代智一、編曲：イギュウン

### ユニットメンバー
1. 1 2 3 4 5 6  スジ（イ・スジ）、イェウン（イ・イェウン）、ジスル（チャ・ジスル）、ミント（MINT）、ハソ（クォン・ハソ）、ヨンジュ（ホ・ヨンジュ）、ジェイン（チョン・ジェイン）、ソリ（キム・ソリ）、ユキカ（寺本來可）、ジウォン（イ・ジウォン）
2. ↑  ソリ（キム・ソリ）、ユキカ（寺本來可）、ジウォン（イ・ジウォン）、イェウン（イ・イェウン）、ジスル（チャ・ジスル）
3. ↑  スア（イ・スジ）、ジョ・ヘジュ（チョ・ソジン）、ミナ（アリ (TAHITI)）、イェリ（ハン・ヘリ）
4. ↑  ジョ・ヘジュ（チョ・ソジン）、ミナ（アリ (TAHITI)）、イェリ（ハン・ヘリ）、チェ・ナギョン（イ・カウン）